# Unión Aljarafe Sevilla
Unión Aljarafe Sevilla es un club de rugby español con sede en Sevilla (Andalucía). Sus equipos disputan sus partidos en las instalaciones deportivas de La Cartuja.
El club compite actualmente en la Liga Iberdrola, primera división del rugby de clubes femenino español, competición que ha ganado en 2 ocasiones, bajo el nombre de Universidad de Sevilla CR, actualmente conocida como Simón Verde Magnolia Cocos a efectos de patrocinio. 
El equipo masculino compite en el torneo regional andaluz masculino bajo el nombre de Club Deportivo Rugby Mairena. El club tiene su sede en la ciudad de Sevilla en la comunidad autónoma de Andalucía.

## Historia
Fue fundado en 1968 con el nombre de Medicina Club de Rugby, siendo así uno de los clubes más antiguos del rugby andaluz . En 1985, pasó a llamarse Universitario de Sevilla Club de Rugby, denominación con la que ganó varios campeonatos universitarios, y a partir de 1992, se integró en la estructura del Club Deportivo Universidad de Sevilla.
En la temporada 1993-94 la Univ. Sevilla compite por primera vez en la División de Honor del rugby nacional, y termina en la última posición de la tabla, por lo que desciende. Sin embargo, en la temporada 1996-97 volvió a estar en la máxima categoría, y en aquella ocasión logró quedarse con una 8ª posición final. El club permaneció 3 años en la Liga hasta que volvió a descender, pero sólo por un año. En la temporada 2000-01 la Univ. Sevilla volvió a División de Honor, y en su primer año de regreso a la élite logró el subcampeonato nacional de liga, la mejor participación de su historia. En las siguientes ediciones de la liga, el equipo terminó sexto en tres ocasiones y noveno en la temporada 2004-05, lo que le valió el descenso.
En 2006, finalizada la colaboración con la Universidad de Sevilla, el club cedió sus derechos deportivos al CD Rugby Mairena, también sevillano, que se fusionó con la Universidad de Sevilla para crear el Club de Rugby Unión Aljarafe Sevilla (nombre actual del equipo). Como heredero directo de la estructura del CD Universidad de Sevilla, en el CRU Aljarafe Sevilla trabajan todos los antiguos socios y colaboradores del equipo. Entonces tenemos al CD Rugby Mairena  que compite en todas las categorías del rugby masculino existentes en Andalucía desde jabalíes hasta seniors. Y hasta 2017 también compitió en la División de Honor B (la segunda división española) bajo el nombre de Helvetia Rugby.
Por otro lado tenemos al Universitario de Sevilla CR que compite en categoría femenina, siendo uno de los clubes de Andalucía con mayor tradición y después de varios años seguidos compitiendo por el ascenso a División de Honor Femenina, en 2018 Consiguió ganar la División de Honor B y ascender a la máxima categoría. Ser el primer equipo andaluz en conseguirlo. Sus orígenes como club se remontan a los años 60, es decir somos un club con más de 50 años de trayectoria, tiempo durante el cual tuvimos varios nombres hasta llegar a la situación actual: CR Medicina, Universidad de Sevilla CR , Universidad de Sevilla... 
En los últimos años han cosechado varios éxitos deportivos a nivel colectivo e individual, con jugadores internacionales que incluso han disputado campeonatos del mundo con la selección española.  Han sido campeonas de la Liga Iberdrola en las temporadas 2019-20 y 2021-22. A nivel colectivo disputó temporadas en todas las categorías nacionales y autonómicas existentes, logrando un subcampeonato de División de Honor (máxima categoría nacional) en la temporada 2000/01, o una Copa F.E.R, así como otras F.A.R. copas (Federación Andaluza de Rugby) y campeonatos autonómicos.
Tras la cesión de todos sus derechos deportivos, el CD Universidad de Sevilla actualmente sólo cuenta con un equipo compitiendo en las categorías autonómicas andaluzas.